# Elektrárna Třebovice

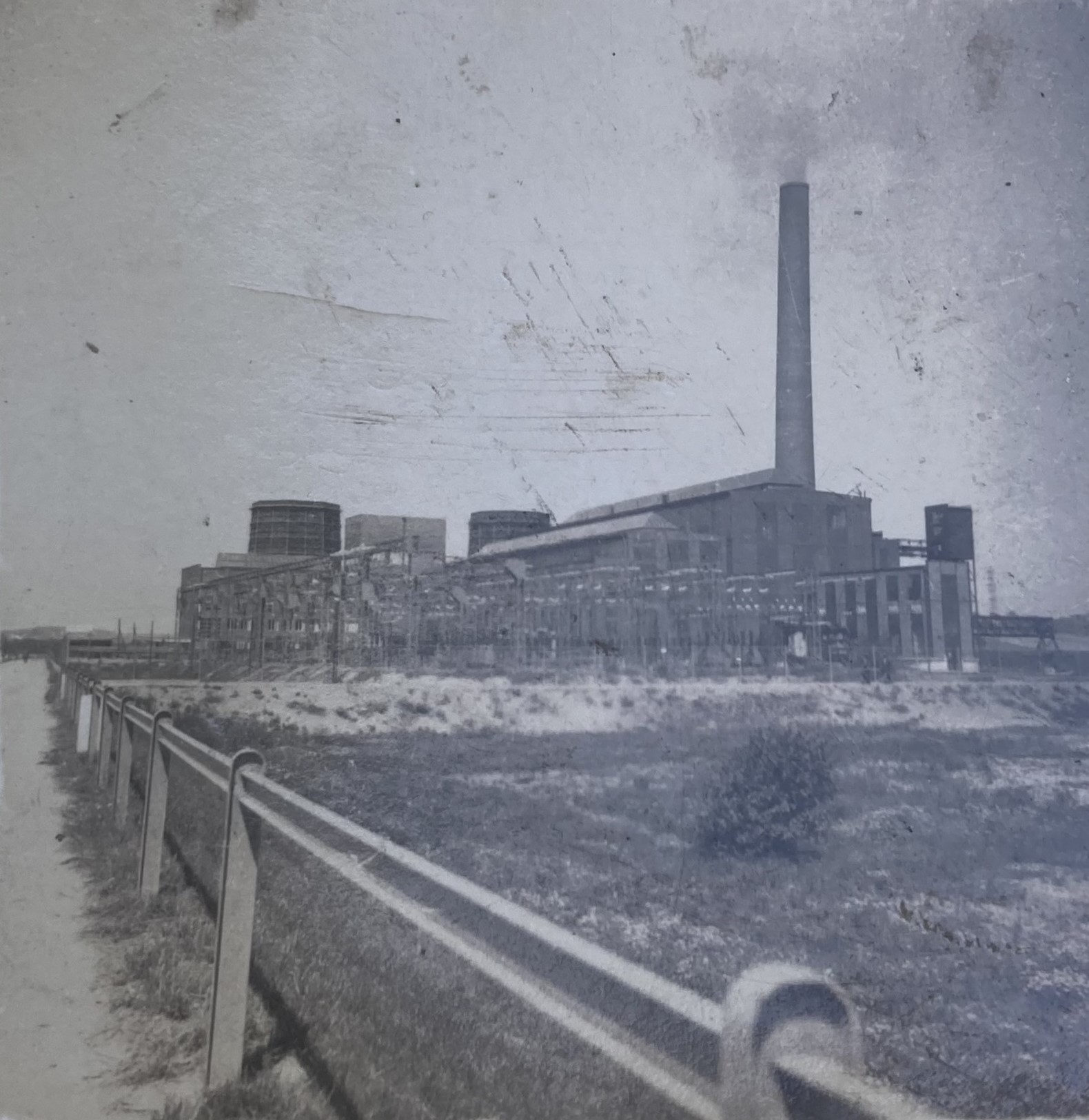
Elektrárna Třebovice před 2. světovou Válkou

Elektrárna Třebovice je zdroj tepla a elektrické energie, který se nachází v Ostravě-Třebovicích. Jejím provozovatelem je Veolia Energie ČR.
Elektrárna disponuje instalovaným tepelným výkonem 764,90 MW a elektrickým výkonem 177 MW. Pro výrobu tepla a elektrické energie se používá černé uhlí v množství kolem 0,5 milionu tun ročně z nedalekých dolů společnosti OKD, které je do elektrárny přepravováno po železnici. Elektrárna disponuje 8 kotli a 3 turbogenerátory, v současné době v elektrárně probíhá denitrifikace a odsíření všech jednotek pro splnění přísných emisních limitů TZL, Nox a So2.

## Historie
Společnost Moravskoslezské elektrárny Moravská Ostrava ve spolupráci se Středomoravskými elektrárnami Přerov zahájila výstavbu třebovické elektrárny v roce 1931. První elektřinu dodala elektrárna do rozvodné sítě v roce 1933 se 3 kotly o výkonu 3 x 65 t/h a 2 turbogenerátory o výkonu 2 x 21 MWe . V roce 1939 to byla jedna z největších elektráren ve střední Evropě. V roce 1950 byl nainstalován další turbogenerátor o výkonu 40 MWe, na další rozšíření si elektrárna počkala až do roku 1954, kdy byly postaveny 3 kotle s výkonem 3 x 220 t/h a 3 turbogenerátory 3 x 50 MWe  a do roku 1960 se jednalo o největší Československou elektrárnu s výkonem 258 MWe. Po roce 1960 byla zahájena dodávka tepla do ostravské části Poruba a z elektrárny se stala teplárna. 

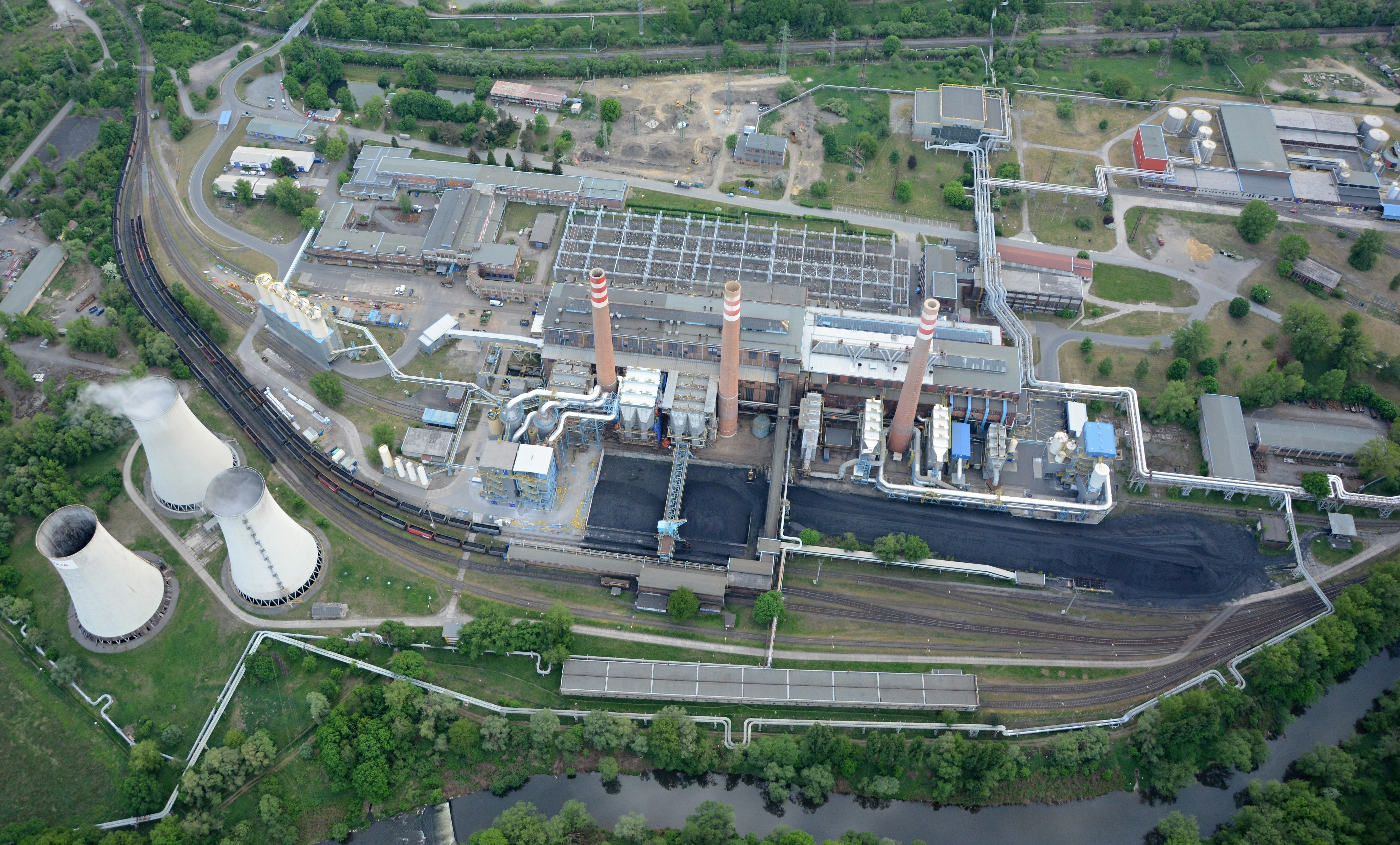
Letecký pohled na elektrárnu

Po několika změnách majitele a reorganizacích se elektrárna stala k 1. květnu 1992 majetkem společnosti Moravskoslezské teplárny, které po privatizaci do rukou francouzského koncernu Veolia několikrát změnily název až na současný (2015) Veolia Energie ČR.
V roce 2023 byla zprovozněna nová protitlaková turbína, která nepotřebovala chladicí vodu a mohl být snížen počet chladicích věží. Téhož roku tak byla provedena demolice nejstarší chladicí věže. Byla postavena v roce 1953, měla výšku 60 m a spodní průměr 40 m. Po jejím zbourání zbyly v elektrárně dvě chladicí věže.